# Krino (Tochter des Antenor)
Krino (altgriechisch Κρινώ Krinṓ) ist in der griechischen Mythologie eine Tochter des Trojaners Antenor.
Laut Pausanias war sie auf einem Gemälde des Polygnotos, einem der berühmtesten Maler der Antike, in der Lesche der Knidier in Delphi dargestellt. Das Gemälde, das den Fall Trojas thematisierte, zeigte Krino neben ihrem Vater mit einem kleinen Kind auf den Armen.